# Nord (Burkina Faso)
Nord  is een regio in het noorden van Burkina Faso. De regio van 17.600 vierkante kilometer telde ruim één miljoen inwoners in januari 2006. De meesten onder hen behoren tot de Mossi en de Fulbe.
De regio Nord grenst in het noorden aan buurland Mali. In het noordoosten heeft het een grens met de regio Sahel, in het oosten met Centre-Nord, in het zuidoosten met Plateau-Central, in het zuiden met Centre-Ouest en in het westen met Boucle du Mouhoun.
De regio werd gecreëerd op 7 juni 1974 toen deze werd afgesplitst van de nu buurregio Sahel. In die periode (december 1975) was Nord 12.293 km² groot en had ze 530.192 inwoners.

## Provincies
Nord bestaat uit vier provincies:
- Loroum
- Passoré
- Yatenga
- Zondoma

Deze zijn op hun beurt verder onderverdeeld in 28 departementen.
Boucle du Mouhoun · Cascades · Centre · Centre-Est · Centre-Nord · Centre-Ouest · Centre-Sud · Est · Hauts-Bassins · Nord · Plateau-Central · Sahel · Sud-Ouest